# Kenton Vale
Kenton Vale – miasto w Stanach Zjednoczonych, w stanie Kentucky, w hrabstwie Kenton.